# Monti Sordoginskij
I monti Sordoginskij (in russo Сордогинский хребет?; in lingua sacha: Сордоҕун) sono una catena montuosa della Siberia Orientale che fa parte del sistema montuoso dei monti di Verchojansk. Si trovano nella Sacha (Jacuzia), in Russia.

## Geografia
I Sordoginskij si allungano per circa 125 km nella parte meridionale dei monti di Verchojansk (in direzione est-ovest). Il punto più alto della catena è un picco senza nome di 1352 m. Alle pendici meridionali si apre la valle dell'Aldan. Il limite occidentale della catena è segnato dal corso del Kele, quello orientale dal fiume Ilin Dėlinn'ė; mentre la tagliano nella parte centrale il Barajy e il Tukulan. Tutti e quattro i fiumi sono tributari di destra dell'Aldan.